# Juan Antonio Palomo
Juan Antonio Palomo Fernández (Alcalá de Henares, 21 de octubre de 1934-Madrid, 18 de junio de 1996) fue un reconocido escultor, pero su obra es prolífica en todos los campos de las artes plásticas: pintura, grabado, dibujo e incluso fotografía. Fue, además, autor de varios tratados sobre escultura inéditos.

## Biografía

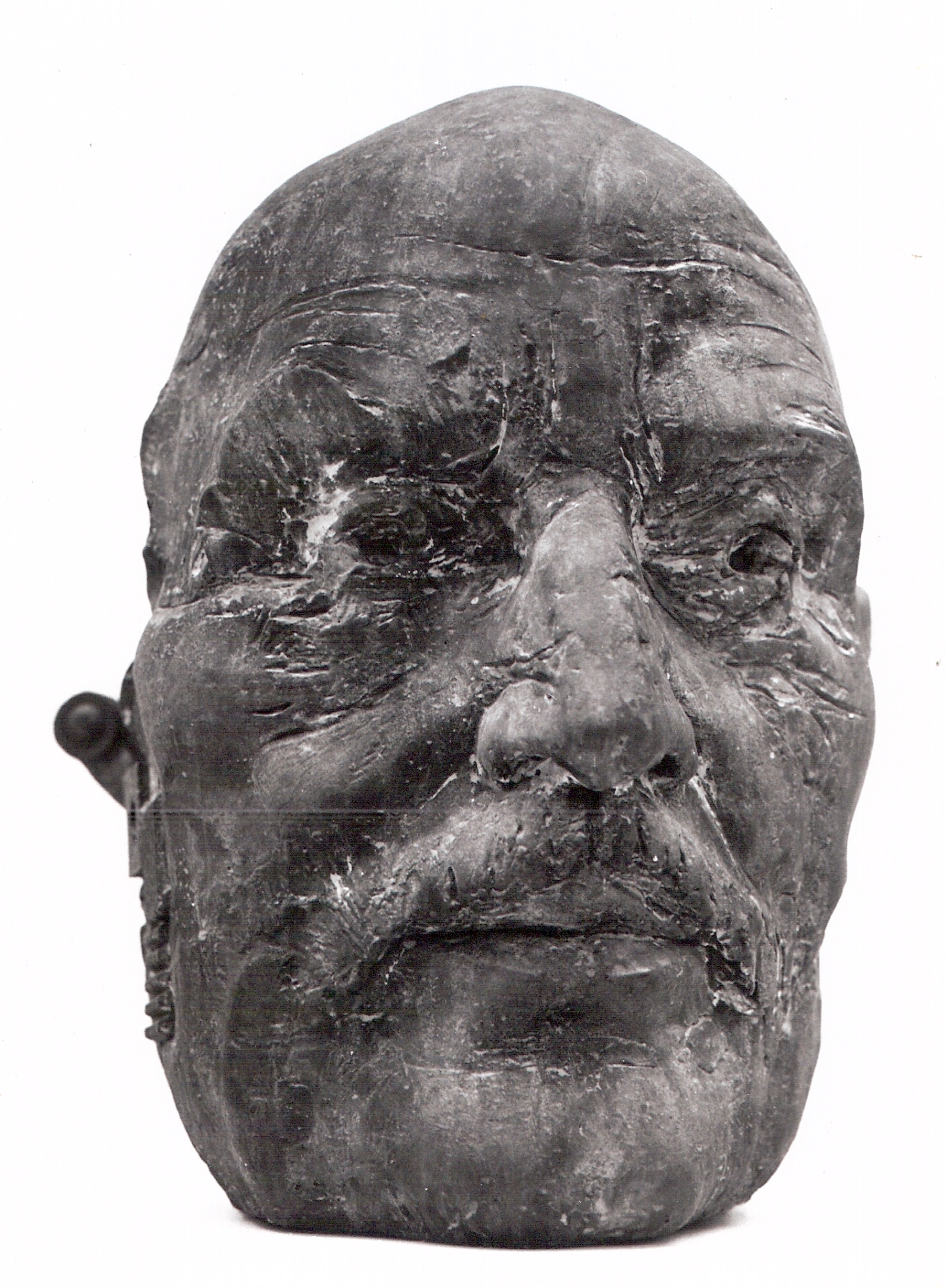
Busto de José Hierro en la Universidad de Alcalá.

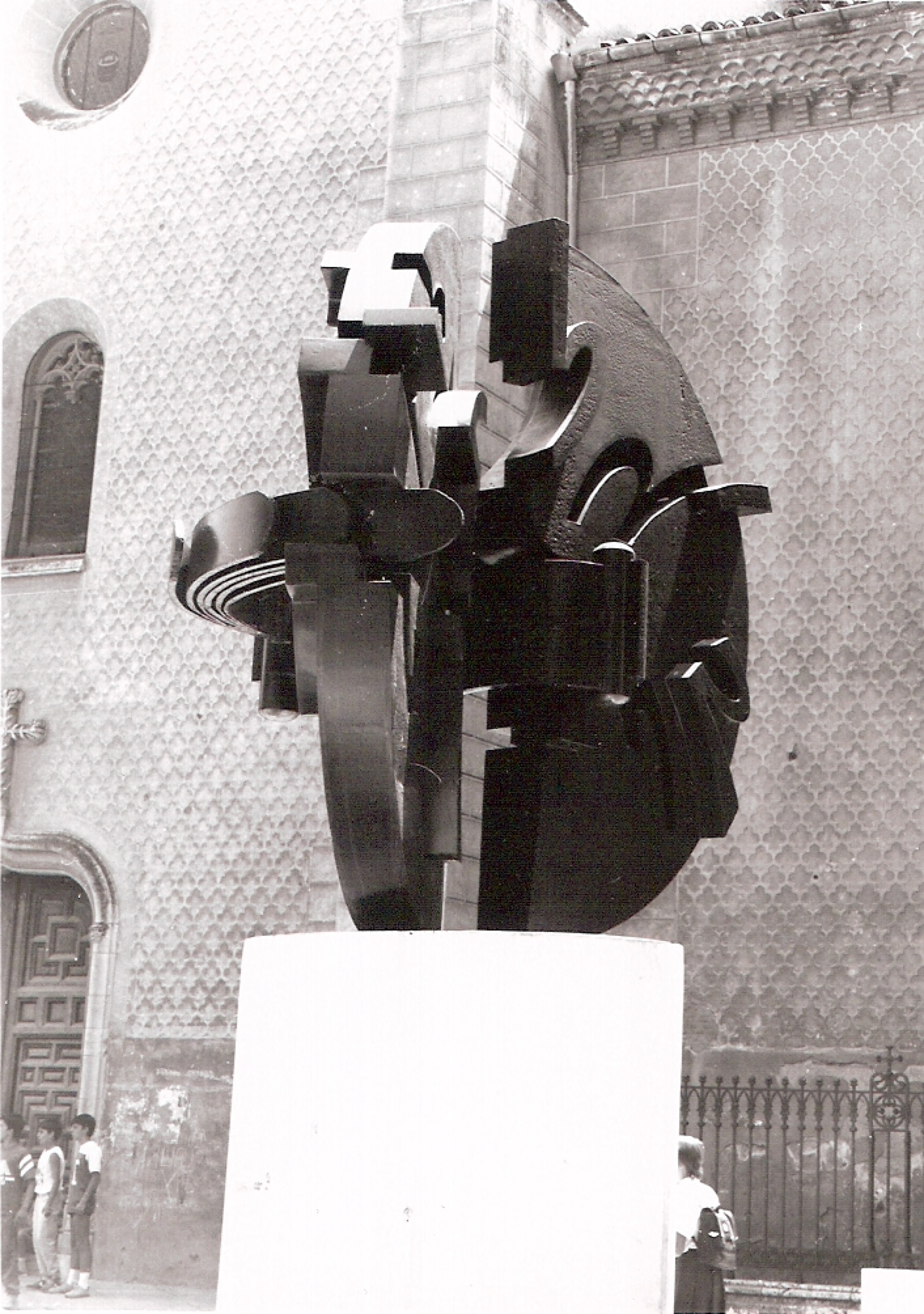
Astrolabio en la plaza de los Santos Niños de Alcalá de Henares

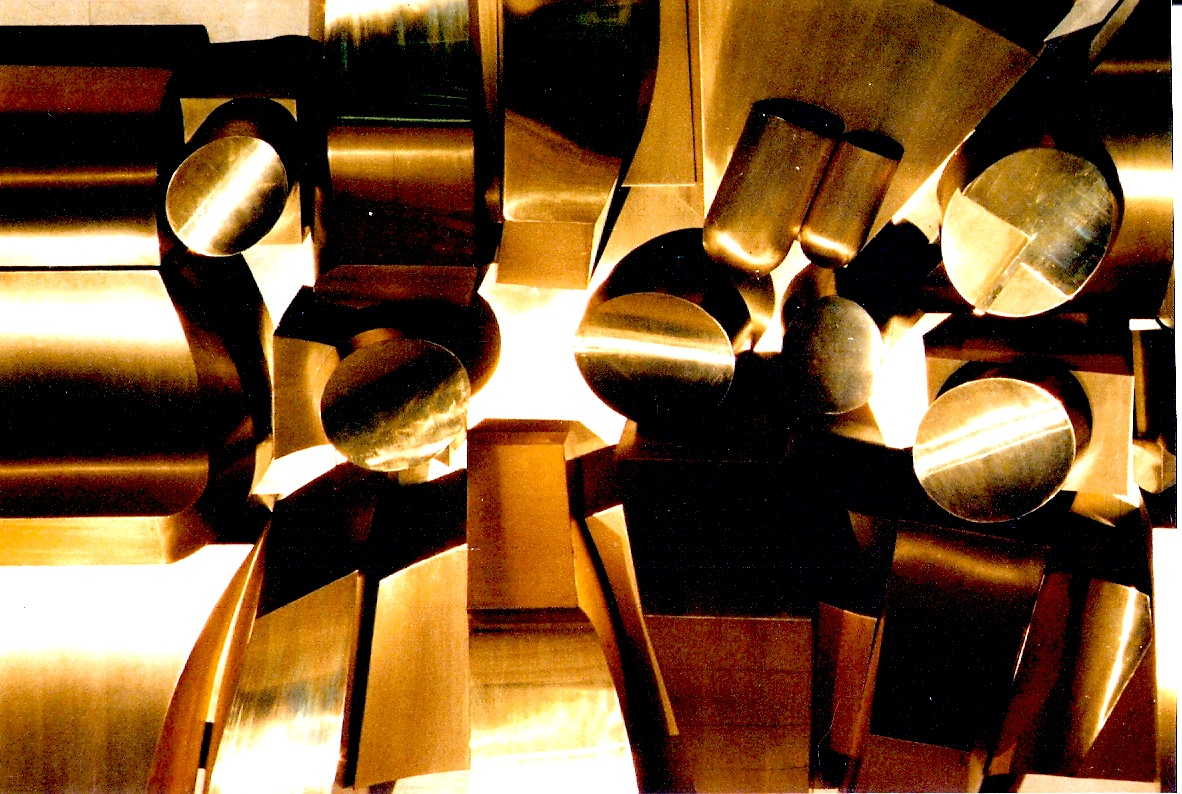
Mural en la sede social de Hermanos Santos

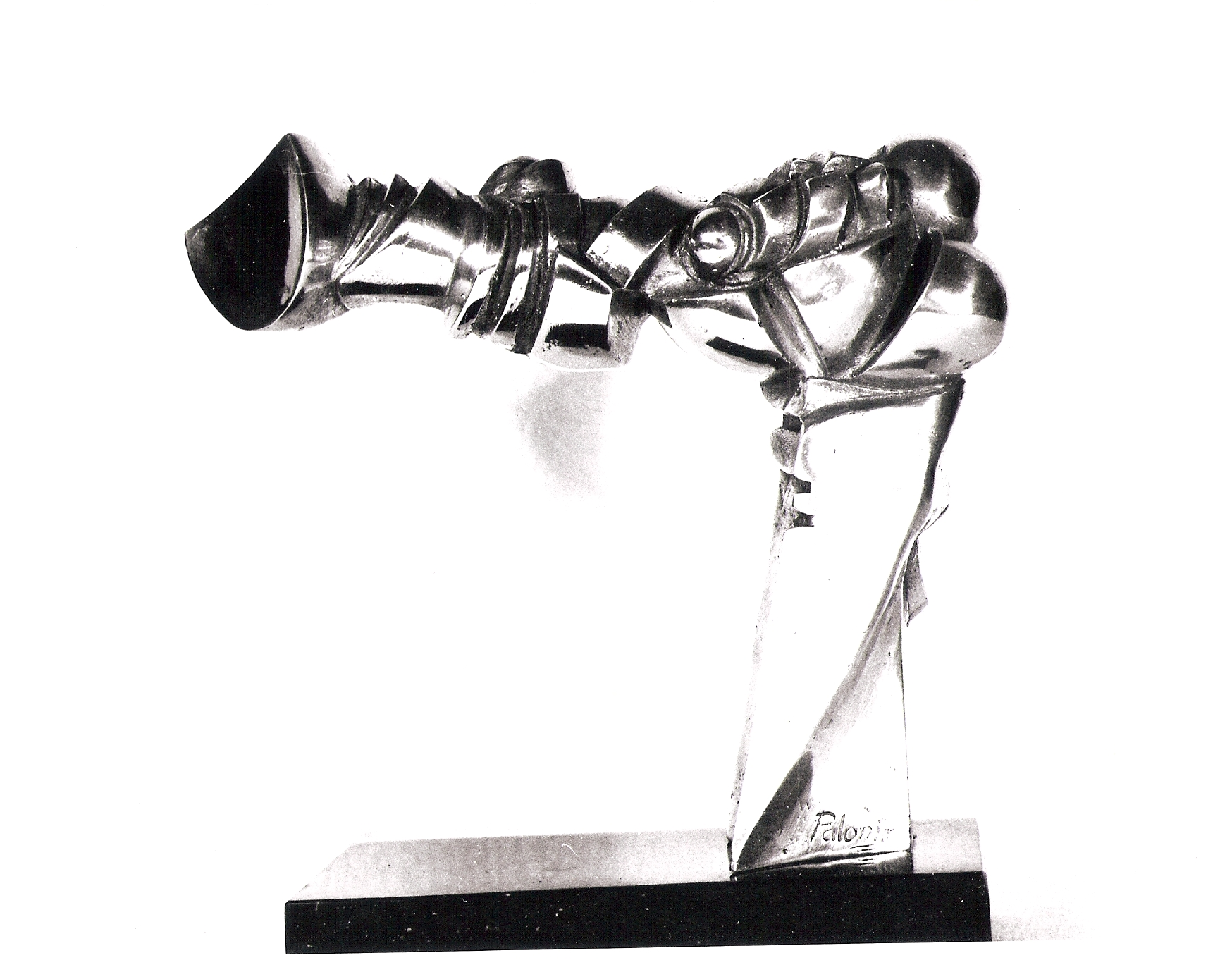
Boomerang

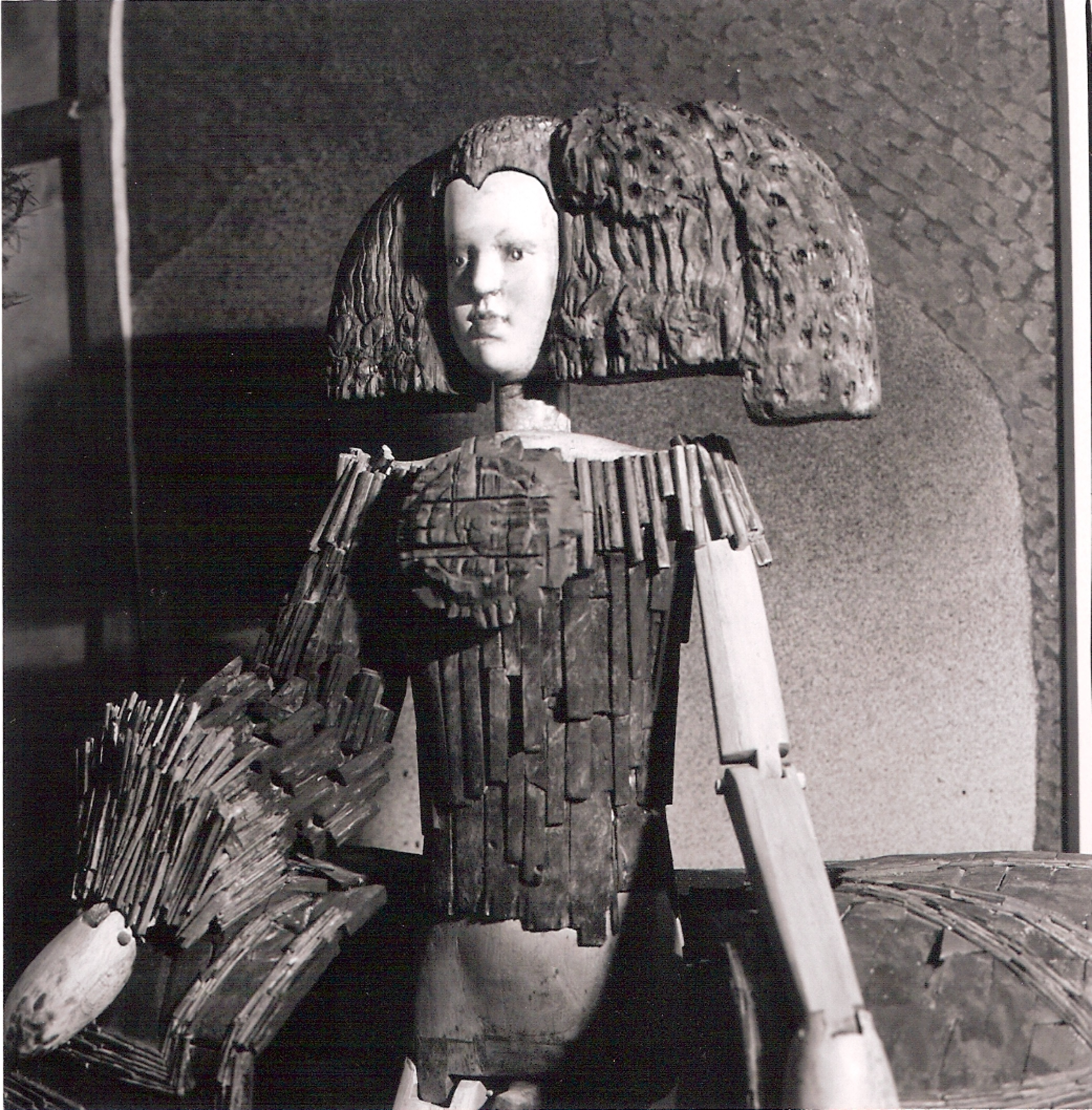
Tributo a Velázquez

Juan Antonio Palomo Fernández nació en Alcalá de Henares (provincia de Madrid - España) el 21 de octubre de 1934. Su primera infancia de Palomo transcurrió en la Barcelona de preguerra. Si bien pronto fue trasladado a Alcalá de Henares, donde cursa los estudios de primaria y secundaria, y en la Mutual Complutense inicia sus estudios de arte.
En 1955 se licencia en Bellas Artes por la Escuela Superior de Bellas Artes de San Fernando (Madrid), donde fue discípulo de Enrique Pérez Comendador. Allí trabará amistad con el maestro Eduardo Capa. En estos años comienza su labor docente, impartiendo clases de dibujo en colegios privados. Llegando a ser catedrático de Dibujo Técnico y Artístico en la Escuela Superior de Conservación y Restauración de Bienes Culturales de Madrid.
Durante las décadas de los cincuenta y sesenta reside en el Palacio de Monistrol (Madrid), donde conoce y se relaciona con otros artistas plásticos, escritores, actores, abogados, etc., como Jesús Núñez, Valeriano Martín Turrión, José Luis Coomonte, Agustín Úbeda, Manuel Calvo Abad, Máximo de Pablo, Francisco Mateos, Jesús López Pacheco, Vicente Escudero, Lauro Olmo, Demetrio Salgado, Aldo Sambrell, entre otros.

«Partiendo de una forma-base va organizando su escultura hasta su voluntario desarrollo, y en esta voluntariedad de invención organicista los límites quedan provisionalmente reducidos a algo que paradojicamente, los niega: el arbitrio de su autor. Es como si al extremo del oviscapto de la langosta añadiésemos otro abdomen, y así sucesivamente, pues en esta escultura no hay más forma que la deseada, mientras en la naturaleza la forma es absolutamente funcional, debido a lo cual la escultura clásica se desvolvía mediante cánones que la voluntariedad del artista no podía vulnerar.»
Antonio Manuel Campoy (ABC 25 de junio de 1971)

En 1990 funda el Grupo Puerta del Sol junto a artistas como Javier Aleixandre, Luis Caruncho, Lorenzo Ugarte, Antonio Marcoida y Lorenzo Mena, en cuyo manifiesto se autodefinen como «la generación de los supervivientes». Palomo tratará durante varias décadas aglutinar a los artistas plásticos en una asociación que velara por los intereses de los creadores. Este proyecto no llegó a fraguar.
Es un escultor español representativo de los años setenta hasta su muerte. Las obras de Juan Antonio Palomo han sido expuestas por toda España, y en ciudades como Damasco, Rabat, Argel, Beirut o Nueva Delhi. Y participó en la IX Bienal de Alejandría (Egipto), en la XVII Bienal Internacional de São Paulo (Brasil) y en la muestra de Arte en la Comunidad Europea en Essenger (Alemania).

## Estilo
El estilo de Palomo es sobrio y recio a la usanza de los artistas castellanos. A diferencia de otros artistas contemporáneos españoles oriundos del Mediterráneo (tales como Tapies o Miró) en cuya obra se refleja la luz, en la obra de Palomo da la impresión de que se absorbe la luz. Las figuras de Palomo ofrecen una complejidad que desafía el orden de las tres dimensiones, pero sin buscar la admiración. En lugar de deslumbrar al espectador, más bien parece que quieran desafiarlo.      
Palomo es arcaico en su profundidad y motivación artística, pero innovador en cuanto a sus técnicas. La obra de Palomo se distingue por una versatilidad en el uso de técnicas y materiales. Buena muestra de esta simbiosis entre tradición e innovación son sus figuras religiosas de estilo neorrealista o serie de retratos ecuestres con motociclistas.
Las influencias de Palomo son variadas. Desde el arte neoclásico del Renacimiento, en especial Miguel Ángel y Leonardo, hasta el cubismo del admirado Picasso. Sin olvidar la poderosa influencia del arte medieval románico y el arte paleocristiano griego. También son admirados por Palomo algunos artistas fronterizos entre el medievo y el Renacimiento como Boticelli y Durero. Entre los artistas españoles, sin duda, se alza la figura de Picasso. 
La religiosidad y el esoterismo son una de las temáticas en la obra de Palomo. En sus inicios representa algunas figuras votivas de hechuras neorrealistas. Figuras patriarcales que recuerdan a un pantocrátor, vírgenes adustas y sagradas familias pueblan este universo religioso. Más adelante, con el desarrollo de su obra, el neorrealismo irá dejando paso a una abstracción más propia de una divinidad inescrutable. La influencia del cubismo se dejará sentir en esta época. Más adelante, Palomo regresa a formas más figurativas con lo que parece cerrar un círculo. En esta ocasión se recrea en las formas de la naturaleza como expresión de ese "demiurgo" incansable de la creación. Muestra de esta época son sus series de insectos.
Otra temática son los retratos. Por lo general son retratos masculinos que reflejan una sólida robustez. Esta robustez se plasma en la "cabeza de Pepe Hierro" o en robustos torsos sin cabeza y brazos, que más recuerdan a armaduras de combate. La masculinidad también se ve reflejada en retratos ecuestres con jinetes que cabalgan motocicletas. Estructuras sólidas de las que asoma la boca de un cañón refuerzan la virilidad de esta temática. Sin embargo, los retratos femeninos de Palomo, aunque son menos corrientes, poseen una originalidad única. Las vírgenes estoicas de Palomo y su menina se alejan de los estereotipos de delicadeza femenina. Estas figuras femeninas se hallan más bien inundadas de una misteriosa melancolía.

## Empleo de materiales
En sus trabajos de colaboración con arquitectos, trabaja en el campo de las artes aplicadas, interesándose por las técnicas del mosaico, vidriera, el hormigón, la chapa soldada y la pintura al fresco.
Fue precursor en el uso del poliéster como material escultórico, investigación que lleva a cabo en colaboración con el Instituto Juan de la Cierva a finales de la década de los cincuenta.
En sus últimas obras utiliza el cobre, el polietileno y la madera en un complicado engarce.

## Proceso creativo
Si bien fue uno de los pioneros en representar la tendencia neofigurativa en la escultura, la totalidad de su obra no admite ser encajada en ninguna corriente concreta, ya que la variedad creativa es la tónica general de Palomo. 
Las formas viscerales se mueven al compás de los años setenta, bajo una armonía racional y bien definida. Que dejan paso en el tiempo y en la evolución artística y temporal a formas pulidas, definidas, gruesas paredes de las que escapan en explosión vital nódulos de energía.
En la década de los ochenta dedica gran parte de su esfuerzo a la creación e innovación en el campo del grabado (litografía, xilografía, copy-art, etc.). En la década de los noventa surgen mecanismos engarzados de complejidad operativa, influencia sin duda de la dinámica de sus grabados. Evocar en este periodo el "Homenaje a Velázquez" de donde una tenue menina escapa del cuadro sobre un monociclo. Las esculturas comienzan a crecer en el espacio, adquiriendo dimensiones hasta ahora no trabajadas. La variedad de materiales es atrevida: maderas, hormigón, polietileno, aluminio, cobre, etc.
Sus últimas creaciones, tanto escultóricas, como grabados y pinturas, evocan una naturaleza plácida y delicada. Mariposas, saltamontes, libélulas y peces se muestran en un colorido abstracto y onírico. Aborda igualmente la fotografía, no solo como inspiración, sino como cuadrante de líneas y sombras plásticas sinuosas.

## Obra
Su obra está expuesta en espacios públicos como la plaza de los Santos Niños de Alcalá de Henares (Madrid), Facultad de Filología de la Universidad de Alcalá (Madrid), Facultad de Económicas en la Universidad Autónoma de Madrid, Parroquia de la Sagrada Familia de San Sebastián (Guipúzcoa), etc.
Y en varios museos: Fundación Juan March, Museo de Arte Contemporáneo de Ibiza, Museo de Villafamés (Castellón), Palacio-Museo de Elsedo de Pamames (Santander), Museo de Arte Contemporáneo de Guinea Ecuatorial, etc.
Asimismo, la Biblioteca Nacional de España cuenta en su colección de grabados con varias xilografías y aguafuertes.

## Reconocimiento
Hasta los primeros años de la década de los ochenta Palomo presenta su obra a diversos concursos en los que consigue importantes galardones:
- Premio Mariano Benlliure. Valencia. 1970
- Primer premio de escultura, Arte Sport 70. Bilbao. 1970
- Primer premio de escultura. I Bienal de Santander. 1975
- Primer premio de trofeos. VII Bienal Internacional del deporte en las Bellas Artes. Barcelona. 1979
- Primer premio del concurso internacional de medallas V Centenario del descubrimiento de América. Madrid. 1983